# Tuomas Pihlman
Tuomas Pihlman (* 13. November 1982 in Espoo) ist ein ehemaliger finnischer Eishockeyspieler, der über viele Jahre für JYP Jyväskylä, Jokerit Helsinki und Ässät Pori in der finnischen Liiga aktiv war und dabei dreimal finnischer Meister wurde.

## Karriere
Tuomas Pihlman begann seine Karriere als Eishockeyspieler in der Jugend von Hyvinkään Ahmat. Als er 13 Jahre alt war, zog er mit seinen Eltern nach Jyväskylä und spielte fortan für die Nachwuchsmannschaften von JYP Jyväskylä. In der Saison 1999/2000 debütierte er für die Profimannschaft des Vereins in der SM-liiga, kam aber meist noch bei den U20-Junioren zum Einsatz. In der folgenden Spielzeit gehörte er zum Profikader von JYP und etablierte sich innerhalb des Teams.
Während des NHL Entry Draft 2001 wurde Pihlmanin der zweiten Runde als insgesamt 48. Spieler von den New Jersey Devils ausgewählt.
2002 erhielt er Vertragsangebote mehrerer Teams, blieb aber auf Drängen von Trainer Matti Alatalo bei seinem Stammverein. In der Saison 2002/03 gelang ihm mit 34 Scorerpunkten der Durchbruch in der SM-liiga, dabei profitierte er von seinen Mitspielern Jarkko Immonen und Antti Virtanen, mit denen er die sogenannte „VIP-Reihe“ bildete. Aufgrund der gezeigten Leistungen holten ihn die Devils nach Nordamerika, wo er während der Saison 2003/04 sein Debüt in der National Hockey League gab, wobei er in zwei Spielen punktlos blieb. Die restliche Spielzeit, sowie während des Lockouts in der -Saison 2004/05 stand der Finne jedoch für New Jerseys Farmteam aus der American Hockey League, die Albany River Rats, auf dem Eis.
Nach weiteren zwei Spielzeiten, in denen Pihlman nur sporadisch für New Jersey eingesetzt wurde, kehrte er im Sommer 2007 in seine finnische Heimat zurück, wo er von seinem Ex-Klub JYP Jyväskylä verpflichtet wurde. Dort traf er erneut auf Immonen und Virtanen, mit denen er erneut eine Reihe bildete und die JYP am Ende der Saison 2008/09 zur Finnischen Meisterschaft führte. Pihlman trug zu diesem Erfolg insgesamt 67 Scorerpunkte bei. Während der folgenden Spielzeit verletzte er sich im Januar 2010 am Knie und musste operiert werden, so dass er erst wieder in den Playoffs spielen konnte.
Im Oktober 2010 erhielt Pihlman einen Vertrag bei Jokerit Helsinki, nachdem er von seinem Stammverein im Sommer 2010 keine Vertragsverlängerung erhalten hatte. Zur Saison 2011/12 kehrte er zu JYP Jyväskylä zurück.
Zwischen April 2012 und Januar 2014 stand er dann bei Ässät Pori unter Vertrag, ehe er erneut zu seinem Heimatverein zurückkehrte. Im Oktober 2017 beendete er seine Karriere.

### International
Für Finnland nahm Pihlman an der U18-Junioren-Weltmeisterschaft 2000 sowie den U20-Junioren-Weltmeisterschaften 2001 und 2002 teil. Des Weiteren stand er im Aufgebot Finnlands bei der Weltmeisterschaft 2009.

## Erfolge und Auszeichnungen
- 2000 Goldmedaille bei der U18-Junioren-Weltmeisterschaft
- 2001 Silbermedaille bei der U20-Junioren-Weltmeisterschaft
- 2002 Bronzemedaille bei der U20-Junioren-Weltmeisterschaft
- 2009 Finnischer Meister mit JYP Jyväskylä
- 2012 Finnischer Meister mit JYP Jyväskylä
- 2013 Finnischer Meister mit Ässät Pori

## Karrierestatistik

### International
(Legende zur Spielerstatistik: Sp oder GP = absolvierte Spiele; T oder G = erzielte Tore; V oder A = erzielte Assists; Pkt oder Pts = erzielte Scorerpunkte; SM oder PIM = erhaltene Strafminuten; +/− = Plus/Minus-Bilanz; PP = erzielte Überzahltore; SH = erzielte Unterzahltore; GW = erzielte Siegtore; 1 Play-downs/Relegation; Kursiv: Statistik nicht vollständig)